# Instituto de Seguridad Social del Neuquén
El Instituto de Seguridad Social del Neuquén (ISSN) está conformado por la Obra Social y la Caja de aportes previsionales, fue creado para atender a los agentes del gobierno de la Provincia del Neuquén, ya sean municipales o provinciales, administrándoles la salud y las jubilaciones.

## Creación
Fue creado por ley provincial número 611 del gobierno de la provincia del Neuquén, en el año 1970 y sus funciones que esta dadas en ella son : dirigir, organizar y administrar los servicios a cargo de cada una de las Direcciones que componen al Instituto, asegurando a los afiliados, jubilados, pensionadoss y retirados, el goce total de los beneficios que brinda la Institución.

## Prestaciones
En la Provincia del Neuquén, todos los empleados, jubilados, pensionados y retirados de la administración pública central, poder ejecutivo, poder judicial y municipios son afiliados directos obligatorios al Instituto de Seguridad Social del Neuquén.
Pero pueden ser afiliados adherentes, aquellas personas que residan en la Provincia y trabajen en relación de dependencia, estos solamente tienen el beneficio de la Obra social, los adherentes pueden incorporar a los miembros de sus familias, mujer e hijos y también pasan a ser beneficiarios, los hijos solo hasta los 18 años de edad y con justificación certificada mientras estudien en Universidades hasta los 25 años de edad.

## Cobertura
La cobertura que da el sistema es dentro y fuera de la Provincia del Neuquén, mediante convenios con otras instituciones, en Capital Federal los tiene con el Sanatorio Dupuytren y el Sanatorio de la Trinidad Mitre.

## Programas de prevención
Maneja varios programas de prevención de enfermedades cubriendo prácticas que están destinadas a prevenir o detectar a tiempo, uno de ellos es el programa de salud sexual y salud reproductiva, previniendo el cáncer de cuello de útero, prevención del cáncer de mama, así mismo actúa promoviendo una maternidad y paternidad responsable entregando a los afiliados que se inscriban en el programa DIU o anticonceptivos, según las indicaciones que determine el médico ginecológico de la afiliada. Otro de los programas es el de detección, control y seguimiento de la hipertensión arterial, el que tiene varias facetas , otro es atención temprana de la enfermedad renal, otro actitud, abandonar el cigarrillo a tiempo y programa materno infantil, el que atiende a la madre durante el embarazo, parto y puerperio y además control de crecimiento y desarrollo del niño hasta los seis años de edad.

## Jubilaciones y pensiones
Jubilación ordinaria, edad requerida 60 años en varones y 55 en mujeres, con un tiempo de aportes de 30 años en varias obras pero 15 años deben ser del ISSN.
Los docentes tienen un régimen especial siendo la edad de 55 años en varones y 52 en mujeres solo los que tienen 25 años de servicio como docentes y 10 frente a los alumnos gozan de este sistema.